# Anisodes pantophyrta
Anisodes pantophyrta är en fjärilsart som beskrevs av Louis Beethoven Prout 1932. Anisodes pantophyrta ingår i släktet Anisodes och familjen mätare. Inga underarter finns listade i Catalogue of Life.